# Flankspel
Een flankspelopening is in het schaken een schaakopening die niet begint met de opmars van de witte koningspion of de witte damepion; de partij begint dus niet met 1.e2-e4, met 1.e2-e3, met 1.d2-d4 of met 1.d2-d3.
Er zijn zestien mogelijke zetten om een flankspel te beginnen: twaalf pionzetten en vier paardzetten.
Het flankspel kent twee vaak gespeelde openingen: de Engelse opening en de Rétiopening.

## De grote flankspelen
De grote flankspelen zijn:
| Engelse opening | 1.c4  |
| Rétiopening     | 1.Pf3 |

## Overige flankspelen
Hieronder worden de overige flankspelen genoemd.

### Birdopening
| Birdopening                | 1.f4                                    |
| Fromgambiet                | 1.f4 e5                                 |
| Fromgambiet, Laskervariant | 1.f4 e5 2.fe d6 3.ed Ld6 4.Pf3 g5       |
| Fromgambiet, Lipkevariant  | 1.f4 e5 2.fe d6 3.ed Ld6 4.Pf3 Ph6 5.d4 |
| Hollands                   | 1.f4 d5                                 |
| Mujannahgambiet            | 1.f4 d5 2.c4                            |
| Williamsgambiet            | 1.f4 d5 2.e4                            |
| Laskervariant              | 1.f4 d5 2.Pf3 Pf6 3.e3 c5               |
| Zwitsers gambiet           | 1.f4 f5 2.e4 fe 3.Pc3 Pf6 4.g4          |
| Hobbsgambiet               | 1.f4 g5                                 |
| Mujannah-opening           | 1.f4 Pf6 2.c4                           |

### Benko-opening
| Benko-opening   | 1.g3                  |
| Laskervariant   | 1.g3 h5               |
| Aljechinvariant | 1.g3 e5 2.Pf3 g5      |
| Bückergambiet   | 1.g3 e5 2.Lg2 d5 3.b4 |

### Grobopening
| Grobopening          | 1.g4                                  |
| Grobgambiet          | 1.g4 d5 2.Lg2                         |
| Spikeaanval          | 1.g4 d5 2.Lg2 c6 3.g5                 |
| Fritzgambiet         | 1.g4 d5 2.Lg2 Lxg4 3.c4               |
| Romford tegengambiet | 1.g4 d5 2.Lg2 Lxg4 3.c4 d4            |
| Keenegambiet         | 1.g4 d5 2.h3 e5 3.Lg2 c6 3.d4 e4 4.c4 |
| Zilbermintzgambiet   | 1.g4 d5 2.e4                          |

### Nimzo-Larsenaanval
| Nimzo-Larsenaanval   | 1.b3                  |
| Ringelbachgambiet    | 1.b3 e6 2.Lb2 f5 3.e4 |
| Moderne variant      | 1.b3 e5               |
| Indische variant     | 1.b3 Pf6              |
| Klassieke variant    | 1.b3 d5               |
| Engelse variant      | 1.b3 c5               |
| Hollandse variant    | 1.b3 f5               |
| Poolse variant       | 1.b3 b5               |
| Symmetrische variant | 1.b3 b6               |

### Sokolskyopening
| Sokolskyopening                       | 1.b4                           |
| Outflankvariant                       | 1.b4 c6                        |
| Birminghamgambiet                     | 1.b4 c5                        |
| Hoofdvariant                          | 1.b4 Pf6                       |
| Hoofdvariant, Stabenovvariant         | 1.b4 Pf6 2.Lb2 Ld6             |
| Hoofdvariant, Koningsindische variant | 1.b4 Pf6 2.Lb2 g6              |
| Hoofdvariant, Klassieke variant       | 1.b4 Pf6 2.Lb2 d5              |
| Hoofdvariant, Dame-Indische variant   | 1.b4 Pf6 2.Lb2 d6              |
| Hoofdvariant, Hollandse variant       | 1.b4 Pf6 2.Lb2 d6 3.c4 f5      |
| Ruilvariant                           | 1.b4 e5 2.Lb2 Lb4              |
| Meybohmgambiet                        | 1.b4 e5 2.Lb2 Lb4 3.f4 ef      |
| Sokolskygambiet                       | 1.b4 e5 2.Lb2 f6 3.e4 Lb4      |
| Kucharkowskyvariant                   | 1.b4 e5 2.Lb2 f6 3.e4 Lb4 4.f4 |
| Schifflergambiet                      | 1.b4 f5 2.Lb2 e6 3.e4          |

### Van Geetopening
| Van Geetopening    | 1.Pc3                            |
| Battambangvariant  | 1.Pc3 e5 2.a3                    |
| Bullockusgambiet   | 1.Pc3 e5 2.Pf3 Lc5               |
| Novosibirskvariant | 1.Pc3 c5 2.d4 cd 3.Dd4 Pc6 4.Dh4 |
| Doughertygambiet   | 1.Pc3 d5 2.e4 de 3.f3            |
| Klüvergambiet      | 1.Pc3 f5 2.e4 fe 3.d3            |
| Tübingergambiet    | 1.Pc3 Pf6 2.g4 Pg4               |

## Kleinere flankspelen
Van de kleinere flankspelen worden de beginzetten volgens de drie gulden regels als inferieur beschouwd; ze worden dan ook zelden gespeeld.
| Anderssenopening                    | 1.a3  |
| Wareopening                         | 1.a4  |
| Basman-, Global- of Clemenzopening  | 1.h3  |
| Desprez- of Kádasopening            | 1.h4  |
| Saragossaopening                    | 1.c3  |
| Barnesopening                       | 1.f3  |
| Tartakower flankspel of Amaropening | 1.Ph3 |
| Durkinopening                       | 1.Pa3 |